# Karátsonyi család
A karátsonyfalvi és beodrai nemes és gróf Karátsonyi család magyar nemesi család, melynek Guidó nevű tagja 1858-ban osztrák, majd 1878-ban magyar grófi címet kapott. A család nevét gyakran írták Karácsonyi formában.

## Története
A Karátsonyi /Karácsonyi család erdélyi, erdélyi örmény származású birtokos nemesi volt, I. Apafi Mihály telepítte le őket.  A család magyarosította nevét, eredeti örmény neve: Kretchunian. 
Tivadart 1718-ban III. Károly megerősítette nemességében. Karátsonyi Kristóf fia, Bogdán az utolsó török háborúk idején jelentős katonai érdemeket szerzett, az uralkodótól Beodra mezőváros 18 000 holdas birtokát kapta, ekkor vette fel a beodrai előnevet. A család egy későbbi tagja, Lázár Torontál vármegye alispánja, majd országgyűlési követ volt a XVIII. században. Sokat tett a magyarországi mezőgazdaság és lótenyésztés szabályozásáért, ezenkívül jelentős összegeket fordított jótékonyságra is. A franciák ellen vívott harcokban saját pénzén állított csapatot és a hadsereget is támogatta anyagilag. Tevékenységeiért a Temes vármegyében fekvő nagyzsámi uradalmat adományozta neki Ferenc császár.
Lázár unokája, Guido osztrák grófi címet kapott 1858-ban, amit Ferenc József 1874-ben Magyarországra is kiterjesztett. Az ő nevéhez fűződik a rózsaesküvők francia eredetű szokásának magyarországi meghonosítása: Buda-környéki uradalmának három településén (Pilisvörösvár, Pilisszentiván, Solymár) több mint 30 éven át élt ez a hagyomány 1881 és 1914 között, az őáltala tett nagy összegű alapítvány támogatásának köszönhetően. Az Akadémiának adományozott pénzéből a magyar irodalom támogatására jött létre alapítvány. Ő és két fia országgyűlési képviselők is voltak a dualizmus időszakában.

## A család jelmondata
„Pietate, honore et perseverantia!” (Odaadással, tisztelettel és állhatatossággal!)

## Az eddig ismert családfa
Karátsonyi Gratián (1655-?) leszármazói:
- Kristóf (1689-?); neje: Muhály Mária
  - Bogdán; neje: Lázár Mária
    - Lázár(1759-?); neje: Bohus Terézia
      - Mária; férje: Keglevich Tamás gróf
      - Lajos Lipót Deodatus(1793-?); neje: Stahremberg Alojzia grófnő (1798-?)
        - Guido József Gottlieb István Lázár Lajos Ágost (1817-1885); neje: Marczibányi Anna Mária (1831-1876)
          - Adrienne (1853-1878); férje: Zichy Sándor gróf (1843-1881)
          - Melanie (1855-1894); férje: Zichy Géza gróf (1849-1924)
          - Alfréd Aladár (1859-?); neje: Elek Margit (1862-?)
            - Irma Guidobaldine Adél Margit Melania (1883-?); férje: Chamaré-Harbuval Félix gróf (1868-1936)
            - Margit (1884-1960); 1. férje: Cziráky László gróf (1876-1935); 2. férje: Csekonics Gyula gróf (1875-1957)

          - Jenő Guido Vilmos (1861-1933); neje: Andrássy Karolina grófnő (1865-1937)
          - Kamilló (1863-1908)
          - Irma Mária (1865-1908); férje: Piret de Bihain Lajos báró (1862-1910)
          - Ilma Eugénia Erzsébet (1867-1949); férje: Keglevich Gyula gróf (1855-1950)
          - Ilona Margit Julianna (1870-1945); férje: Zichy Károly gróf (1864-1918)

        - Lázár
        - Aurél

    - Veronika; férje: Gorove Kristóf (1752-1801)
    - Zsuzsanna; férje: Verzár György
    - Teréz; férje: Jakabffy János
    - Kristóf; neje: Issekutz Rebeka
      - Bogdán (1799-1850); neje: Zieher Jakobina (?-1865)
        - László (1806-1869); neje: Kiss Franciska
          - Ferenc (1836-1881); neje: Karátson Irma (?-1899)
            - Andor
            - Erzsébet (?-1904); férje: Schulpe Vilmos
            - Tibor

          - László (1837-1894)
          - Katalin (?-1868); férje: Duka Emil báró (1835-1885)

        - Antal (1807-1882)
        - Vilma
        - István
        - Mária (1812-1868); férje: Hertelendy Miksa (1790-1864)
        - Leopoldina (1814-1878)
        - Rebeka (1824-1885); férje: Karátson Antal (1813-1873)
        - Jakobina
        - Kristóf

      - Ágoston; neje: Tiganetti Anna
      - Lukács
      - Mária; férje: Karátsonyi Lukács

    - Katalin; férje: Balta Manó

  - Jakab
  - Simon
- Lukács
- Jakab
- Miklós

## Jelentősebb családtagok
- Karátsonyi Aladár (1859-1947)[3] politikus, kamarás
- Karátsonyi Guido (1817-1885) politikus,[4] kamarás, tanácsos
- Karátsonyi Jenő (1861-1933) politikus, tanácsos, a Budapesti Önkéntes Mentő-Egyesület elnöke
- Karátsonyi László (1806-1869) Torontál vármegye főispánja

## A Karátsonyi-család emlékezete
- Pilisvörösvárott még az 1930-as években a Karátsonyi-liget nevet kapta a település északnyugati, üdülőövezeti jellegű része. A második világháború után a községrésznek a Szabadságliget nevet adták, de 2005 körül visszaállították a korábbi Karátsonyi-liget elnevezést az addigra már jóval sűrűbb, kertvárosias beépítésűvé vált városrészre.[5]
- A XX. század első felében néhány évtizedig a család nevét viselte Solymár egyik főutcája, majd 2012 szeptemberében ismét utcát neveztek el a család helyi kötődésű tagjai emlékére a településen.[6]
- A solymári Helytörténeti Alapítvány által 2013-ban kiadott Rózsaesküvők Gróf Karátsonyi Guido pilisvörösvári uradalmában 1882-1914 című kötet, a címe által sugalltakhoz képest némileg túlterjeszkedve részletesen ismerteti a teljes Karátsonyi-család történetét és bemutatja birtokaikat is.
- 1856–1938-ig állt a Karátsonyi-palota, amelyben számos nevezetes társasági és kulturális eseményt tartottak.